# Aliados de Quintino
Aliados de Quintino foi um dos mais famosos ranchos carnavalescos da cidade do Rio de Janeiro. Sua sede era no bairro de Quintino, na Rua Duarte Teixeira, próximo à casa do jogador Zico. Tinha como maior rival o Decididos de Quintino, outro famoso rancho do mesmo bairro.
Com a ascensão das escolas de samba, os ranchos foram perdendo espaço, e o Aliados foi extinto no fim dos anos 80, junto com a maioria dos outros ranchos. Seu último título no Carnaval foi em 1986, quando, ao obter 93 pontos, desfilando com o enredo "Pintando o sete", e tendo como presidente Margarido D'ávila, o Aliados superou o Decididos, atual pentacampeão. Naquele ano, o Aliados desfilou com 300 componentes, 5 carros alegóricos e 7 alas.
Em 1993, o rancho não mais participava dos desfiles.

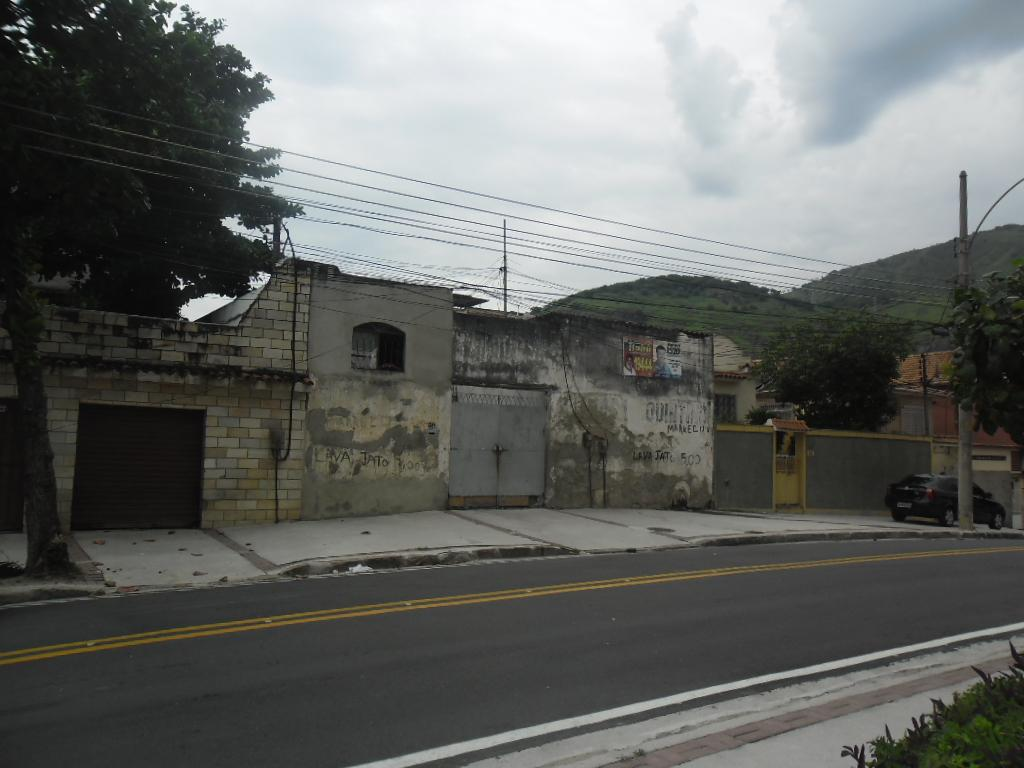
Sede antiga do Aliados de Quintino, hoje desativada

Onde ficava sua sede, hoje há um amontoado de residências, porém ainda é possível ver resquícios da pintura com o nome do rancho na fachada.

## Carnavais
| Ano  | Colocação    | Grupo     | Enredo          | Carnavalesco  | Ref./Nota |
| ---- | ------------ | --------- | --------------- | ------------- | --------- |
| 1982 | Campeão      | 2-ranchos |                 |               |           |
| 1985 | Vice-Campeão | 1-ranchos |                 |               | [ 6 ]     |
| 1986 | Campeão      | 1-ranchos | Pintando o sete | Geraldo Braga | [ 4 ]     |